# 広島平和記念都市建設法
広島平和記念都市建設法（ひろしまへいわきねんとしけんせつほう）は、広島市の都市建設に関する日本の法律。

## 経緯
広島市への原子爆弾投下によって廃墟となった広島市を復興させるため、国による補助率の引き上げや国有財産の譲与を認めることが検討された。
1949年に当時の浜井信三市長を中心に特別立法誓願運動を時のGHQや外国人新聞記者、政府や各政党に対して働きかける。法案起草は広島出身で、参議院議事部長であった寺光忠が担当し、田中二郎東京大学教授、元（官選）広島県知事であった当時の都市計画協会理事長・飯沼一省の働きかけで都市建設関係機関等を委員とする広島原爆災害総合復興対策協議会が目を通した後、同年5月、国会において広島平和記念都市建設法案が可決。その後、同年7月7日に行われた日本国憲法第95条による初の住民投票において過半数賛成を得て、8月6日に公布・施行された。

## 住民投票

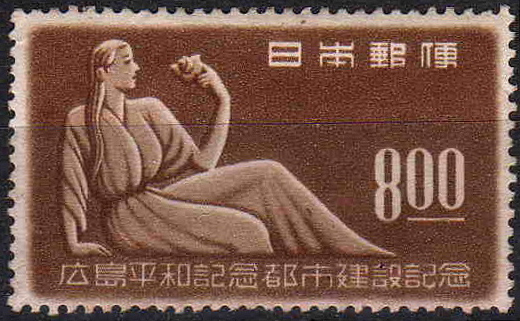
広島平和記念都市建設記念切手（1949年8月6日発行）

## 備考
- 2000年、市が日本銀行から旧日本銀行広島支店を無償貸与された際、この法律が適用されている。